# Tuomas Koppanen
Tuomas Koppanen (ur. 4 października 1993 w Rusko) – fiński siatkarz, grający na pozycji środkowego, reprezentant Finlandii. Od sezonu 2019/2020 występuje w drużynie Turun Toverit.

## Sukcesy klubowe
Mistrzostwo Finlandii:
- 2015, 2017
- 2016